# Let It Beat
Let It Beat è il secondo album del rapper californiano Shwayze, pubblicato il 3 novembre 2009 dalla Geffen Records.
Il primo singolo estratto dall'album è stato Get U Home, pubblicato il 28 giugno dello stesso anno.

## Tracce
1. Livin' It Up (featuring Snoop Dogg) - 3:03
2. Get U Home - 3:14
3. Crazy for You - 4:13
4. Maneatrr - 3:20
5. Sally Is a... - 4:22
6. Dirty Little Girl (featuring The Knux) - 3:48
7. Down At the Motel - 3:23
8. Daze Like This - 3:44
9. Wait All Night (featuring Tabi Bonney) - 3:19
10. Perfect for Me - 4:37
11. Make a Lil' Love - 3:46
12. Heart and Soul - 5:21

Bonus track della versione iTunes
1. Digital Girlfriend - 4:20

Bonus track della versione Amazon.com
1. Rock N Roll